# Alberto Taraglio
Alberto Taraglio (Roma, 2 settembre 1959) è uno sceneggiatore, regista cinematografico e fumettista italiano.

## Biografia
Ha iniziato come disegnatore nel campo dei fumetti e della satira, collaborando con Totem, l'Unità, L'Opinione, e La Repubblica. Ha frequentato il Centro Sperimentale di Cinematografia negli anni tra il 1983 e il 1985 diplomandosi in regia con il cortometraggio Tu sei differente, interpretato da Sergio Castellitto.
Taraglio è stato assistente alla regia e collaboratore alla sceneggiatura per Gianni Amelio nei film I ragazzi di via Panisperna (1988) e Così ridevano (vincitore del Leone d'oro alla 55ª mostra del cinema di Venezia nel 1998). Nel 2016 è tornato a lavorare con lui adattando (insieme a Chiara Valerio) il romanzo di Lorenzo Marone La tentazione di essere felici e scrivendone poi insieme la sceneggiatura per il film che il regista ne ha tratto: La tenerezza (2017), e che gli ha procurato la candidatura per la miglior sceneggiatura "non originale" ai David di Donatello 2018 e al Globo d'oro 2018). Un'altra candidatura, sempre per la miglior sceneggiatura "non originale" ai David di Donatello 2025, e al Nastro d'argento 2025, per un altro film di Gianni Amelio: Campo di battaglia, già in concorso all'81ª Mostra internazionale d'arte cinematografica di Venezia.   
Ha scritto sia trasmissioni tv per la Rai sia soggetti e sceneggiature per il cinema.
Come regista ha diretto, oltre ad un episodio del film collettivo De Generazione (1994), il lungometraggio Amarsi può darsi (2001) con Claudia Gerini e Claudio Santamaria, una commedia surreale.
Successivamente si è dedicato soprattutto alla scrittura di serie per la televisione tra le quali Codice rosso nel 2006 e I Cesaroni (stagione 3) nel 2008. Nel 2015 idea, insieme a Maria Grazia Saccà, una serie tv in dodici puntate, Baciato dal sole, prodotta da Rai Fiction e dalla Pepito Produzioni.

## Filmografia

### Regista
- Il futuro ha contorni un po' vaghi - cortometraggio (1982)
- Il martirio - cortometraggio (1983)
- Tu sei differente - cortometraggio (1985)
- La TV fa male ai bambini, episodio del film De Generazione (1994)
- Amarsi può darsi (2001)

### Sceneggiatore

#### Cinema
- Così ridevano, regia di Gianni Amelio (1998)
- Fate un bel sorriso, regia di Anna Di Francisca (2000)
- Amarsi può darsi, regia di Alberto Taraglio (2001)
- La tenerezza, regia di Gianni Amelio (2017)
- Hammamet, regia di Gianni Amelio (2020)
- Campo di battaglia, regia di Gianni Amelio (2024)

#### Televisione
- Casanostra - serie TV (1991)[1]
- Felice - serie TV (1992)[2]
- Lezioni di guai - serie TV (1999)
- Codice rosso - serie TV (2006)
- I Cesaroni 3  - serie TV (2009)
- Baciato dal sole  - serie TV (2016)
- Il mio vicino del piano di sopra e Mia moglie, mia figlia, due bebè, episodi della serie TV Purché finisca bene (2016)[3][4]